# Химерический антисемитизм
Химерический антисемитизм, оккультный антисемитизм — иррациональный антисемитизм, возникший в Средние века и выраженный в мифических представлениях о практиках еврейских общин, включая использование крови в ритуальных целях, ритуальные убийства, похищение христианских детей, осквернение гостии, отравление колодцев, колдовство, распространение заразы, а также об особых связях с дьяволом, физиологических отличиях евреев от других людей и готовящемся ими заговоре против христиан и др. Связан с этнофобией и богословским антииудаизмом.
Понятие химерический антисемитизм введено в научный оборот американским медиевистом Гэвином Ленгмюром в обширной и высоко оценённой научным сообществом монографии (1990). Историк Джон Клир использовал термин оккультный антисемитизм. Введение термина греч. chimera было вызвано необходимостью отличать антииудаизм от антисемитизма и антисемитизм XIX—XX веков от средневековой христианской мифологии о евреях.
Вплоть до XI века в Европе в отношении к евреям преобладала относительная в сравнении с более поздним периодом терпимость. Однако с конца XI века, начиная с эпохи крестовых походов, враждебность к ним стала быстро расти. Согласно исследованиям американского историка Р. Ландеса (1997), это изменение произошло раньше, в начале XI века. Происходят кровавые погромы в прирейнских городах в период первых крестовых походов, истребление евреев во второй половине XII веках в Англии и Северной Франции, широко распространяются обвинения в ритуальных убийствах, кампании по сожжению Талмуда и погромы в XIII веке, изгнание евреев из большей части европейских стран в XIV—XV веках. Этим фактам европейской истории в научной литературе даются разные объяснения. Точка зрения Ленгмюра считается одной из самых убедительных.
Всякая религия является нерациональной, поскольку касается сверхъестественного и трансцендентного, которое не может быть установлено при помощи эмпирического опыта, но религия не обязательно иррациональна, поскольку она может соответствовать опыту и с пользой объяснять его. Иррациональными религиозными убеждениями являются убеждения, которые держатся вопреки тому, что люди знают и могут знать по стандартам своего общества. Этот подход позволил Ленгмюру строго разделить раннехристианские антиеврейские убеждения, рассматривавшие евреев и христиан как неизбежных противников, и антисемитские фантазии, появившиеся лишь в XIII веке, с обвинениями в ритуальных убийствах и верованиями в менструирующих еврейских мужчин.
Ленгмюр рассмотрел накопленный наукой материал относительно происхождения европейского антисемитизма и пришёл к выводу, что весьма характерные и распространённые антиеврейские представления, возникшие в XIII веке, в отличие от предшествующих антиеврейских стереотипов, не имели никакой связи с реальностью и являются настолько нелепыми, что не могут считаться этническими фобиями, поэтому не могут быть определены как «антисемитизм». Они изображали воображаемых чудовищ, приписывая евреям ужасающие поступки, совершение которых евреями христиане в реальности никогда не наблюдали. Эти представления он называет «химерами» общественного сознания. По мнению учёного, химерические стереотипы выявляют необычное качество враждебности по отношению к евреям: имела место социально значимая химерическая враждебность. Этот химерический антисемитизм (термин сохраняется за неимением лучшего), иррациональные обвинения, нужно отличать как от учёного богословского антииудаизма как предубеждений, основанных на некоторых объективных различиях между христианами и иудеями, так и от этнической иудеофобии, подобной, например, этнической неприязни немцев к славянам, и от расового антисемитизма конца XIX—XX веков.
Согласно Ленгмюру, «химерические обвинения» составляли существо средневекового западнохристианского антисемитизма. Учёный считал, что нужно исключить из понятия «антисемитизм» расистский, этноцентрический или религиозный смыслов и «использовать его только для того, что эмпирически можно определить как необычный вид человеческой враждебности, направленной по отношению к евреям». По его мнению, нужно проводить различие между ксенофобской, «реалистической» враждебностью (универсальной) и иррациональной враждебностью, при которой евреи превращаются в символ «евреи». Ленгмюр понимает под антисемитизмом не только его расистские проявления, но и все случаи, когда евреев боятся как символ недочеловечности и ненавидят за приписываемую им опасность. Антисемитизм имел широкое распространение в средневековой Европе, где многие считали, что евреи были существами, неспособными к полностью рациональному мышлению, которые сговорились низвергнуть христианский мир, совершают ритуальные распятия, ритуальный каннибализм и осквернения гостии, а также вызвали Чёрную смерть путём отравления. Такой антисемитизм, возникший в Средние века, наряду со многими другими чертами поздней западной культуры, был неизвестен древнему миру.
Ленгмюр считал, что причиной этого перехода от антииудаизма к антисемитизму является не христианство как религия, а, скорее религиозность некоторых ключевых личностей, примером которых является монах Пётр Достопочтенный. Для Петра и его современников проблема заключалась в том, что социальные, экономические и политические изменения XII века создали общество, в котором религия больше не гарантировала безопасность их идентичности. Несоответствия между тем, что они знали, и тем, чему их учили, рождали недопустимые сомнения, которые можно было искоренить, только если найти источник всех бед в «объективном» враге, избавив их от невозможного бремени подвергать сомнению само христианство. Результатом стали убеждения о евреях, составившие оправдательное ядро антисемитизма: евреи сговорились для совершения ритуальных убийств мальчиков и осквернения причастия.
Канадский исследователь, профессор университета Альберты (Эдмонтон) А. Гау показывал взаимосвязь между подъёмом и обострением христианских эсхатологических страхов и распространением и нагнетанием антиеврейской враждебности. Обращение к источникам, созданным на границе народной и учёной культур, привело Гау к выводу, что антисемитские представления переносились из верхнего культурного слоя в нижний. Трансформация социальной и этнической фобии по отношению к евреям в химерический антисемитизм была произведена образованной элитой европейского общества.
По мнению историка Михаила Дмитриева и ряда других учёных, богословский антиудаизм и этническая иудеофобия привели на христианском Западе к таким формам антисемитизма, какие не были знакомы христианскому Востоку. По его мнению, средневековый опыт иудео-христианских отношений в таких странах, как Византия, православная часть Балкан, Украина, Белоруссия и Россия, свидетельствует о глубокой асимметрии между двумя историческими традициями отношения к евреям. Согласно Дмитриеву, объяснение происхождения западноевропейского химерического антисемитизма может быть найдено в сравнении истории отношений иудеев и христиан на западе и востоке Европы.
Ленгмюр и Гау и другие историки исходили из представления об отсутствии существенных различий в отношении к иудаизму и евреям на Западе и на Востоке христианского мира. По мнению историка Владимира Петрухина, представление, что химерический антисемитизм, включающий кровавые наветы и т. п., составлял существо средневекового антисемитизма только в западном христианстве, тогда как в восточнохристианском мире ситуация ограничивалась «антииудаизмом», нуждается в коррективах. Учёный приводит примеры кровавых наветов и отмечает, что Джон Клир, возводивший распространение кровавого навета в русском православном мире к началу XVIII века, не принял во внимание сюжет «Слова» о Евстратии Постнике. Согласно житию блаженного Евстратия Печерского, весной 1097 года в Херсонесе еврейский купец купил у половцев группу захваченных ими близ Киева пленников, среди которых был монах Киево-Печерской лавры Евстратий, который вскоре умер в плену, согласно житию — убит хозяином за нежелание отказаться от Христа. Житийную легенду о казни Евстратия иудеем ряд учёных рассматривает как первый случай кровавого навета на евреев на Руси.